# 원모어찬스
원모어찬스(영어: One more Chance)는 정지찬과 박원이 결성한 대한민국의 듀엣이다.
2010년 〈시간을 거슬러〉로 데뷔한 후 최근 《원모어찬스 정규 1집 First Album》을 발매하였다.
둘의 만남은 조금 특별한데, 19회 유재하음악경연대회 당시 박원의 재능을 일찌감치 눈여겨본 정지찬이 그를 음악대백과로 유혹하여 집으로 초대 하였다. 이때 박원은 정지찬의 작업실 문에 붙어 있는 "음악은 놀이"라는 문구와 그의 사상에 감복하여 팀을 결성하게 되었다는 에피소드가 있다.
현재는 해체하여 각자의 음악 활동을 펼치고 있다.
ㄷ

## 음반
1. 《시간을 거슬러 (Digital Single)》 (2010)
2. 《원모어찬스 (EP)》 (2010)
3. 《그대를 사랑하는 (Digital Single)》(2011)
4. 《cafe: night & day (민트페이퍼) - 카페에 앉아》(2011)
5. 《원모어찬스 1집 First Album》(2012)
6. 《one more chance 2nd mini》(2014)
7. 《리얼 러브 송》(2015)

## 공연
1. 《정지찬 & 박원의 원모어찬스 단독 콘서트》(2010/05/28 ~ 2010/11/26)
2. 《원모어찬스의 크리스마스 스토리》(2010/12/24 ~ 25)
3. 《원모어찬스 어쿠스틱 콘서트 '조금 더 가까이'》(2011/02/11 ~ 14)
4. 《원모어찬스 릴레이 콘서트 '음악은 놀이'》(2011/05 ~ 2011/09)
5. 《2011 원모어찬스 크리스마스 콘서트 'Christmas Story'》(2011/12/24 ~ 25)
6. 《2012 원모어찬스 정규 1집 발매 기념 콘서트》(2012/10/27 ~ 28)
7. 《2012 원모어찬스 연말 콘서트 '럭셔리 버스 투어'》(2012/12/28 ~ 29)
8. 《2013 원모어찬스 콘서트 <봄의 전시회> '조금 더 가까이'》(2013/03/29 ~ 31)

## 방송

### 정지찬
- Mnet 《로이킴의 러브러브러브》
- KBS Joy《이소라의 두 번째 프로포즈 》
- 티브로드 《정지찬의 With You》
- MBC 《나는 가수다》

### 박원
- JTBC 《연쇄쇼핑가족》

## 라디오
<폐지되거나 하차 한 프로그램>
1. MBC FM4U (91.9MHz) 《두시의 데이트 윤도현 입니다》
2. KBS COOL FM (89.1MHz) 《옥주현의 가요광장》
3. KBS COOL FM (89.1MHz) 《슈퍼주니어의 KISS THE RADIO》
4. KBS COOL FM (89.1MHz) 《이현우의 음악 앨범》
5. MBC FM4U (91.9MHz) 《써니의 FM 데이트》(토요일 '원이와 찬이의 쌍Song' 게스트)

### 정지찬
<폐지되거나 하차 한 프로그램>
1. MBC FM4U (91.9MHz) 《뮤직스트리트 전종환 입니다》
2. MBC FM4U (91.9MHz) 《두시의 데이트 주영훈 입니다》

### 박원
1. SBS Power FM (107.7MHz) 《장예원의 오늘 같은 밤》(토요일 '내 연애의 얼룩' 게스트)
2. KBS COOL FM (89.1MHz)《유인나의 볼륨을 높여요》(월요일 '엄지 척' 게스트)
3. KBS COOL FM (89.1MHz) 《박명수의 라디오쇼》

<폐지되거나 하차 프로그램>
1. MBC FM4U (91.9MHz) 《세상을 여는 아침 박원 입니다》
2. MBC 표준 FM (95.9MHz) 《윤하의 별이 빛나는 밤에》
3. MBC FM4U (91.9MHz) 《세상을 여는 아침 강다솜 입니다》